# Flugunfall der Air India bei Delhi 1953
Der Flugunfall der Air India bei Delhi 1953 ereignete sich am 9. Mai 1953. An diesem Tag stürzte eine Douglas DC-3/C-47A-25-DK der Air India, mit der ein Inlandslinienflug von Delhi nach Bombay mit einem planmäßigen Zwischenstopp in Ahmedabad durchgeführt werden sollte, wenige Minuten nach dem Start zum ersten Flugabschnitt ab, wobei alle 18 Insassen der Maschine ums Leben kamen. 

## Maschine
Bei dem Flugzeug handelte es sich um eine im Jahr 1944 gebaute Douglas DC-3/C-47A-25-DK mit der Werknummer 13716. Die Maschine wurde im Werk der Douglas Aircraft Company in Oklahoma City gebaut und am 25. Juni 1944 mit dem militärischen Luftfahrzeugkennzeichen 42-93768 an die United States Army Air Forces (USAAF) ausgeliefert. Nach dem Zweiten Weltkrieg wurde die Maschine durch die USAAF als Überbestand kategorisiert und ausgeflottet. Es folgte ein Verkauf der Maschine an die Air India, die diese am 21. November 1946 mit dem Kennzeichen VT-AUD zuließ. Das zweimotorige Mittelstreckenflugzeug wurde von zwei Doppelsternmotoren des Typs Pratt & Whitney R-1830-92 Twin Wasp angetrieben.

## Passagiere und Besatzung
Den Flug auf dem Flugabschnitt von Delhi nach Ahmedabad hatten 13 Passagiere angetreten. Es befand sich eine fünfköpfige Besatzung an Bord der Maschine, darunter ein Flugkapitän, ein Erster Offizier sowie ein zusätzlicher Pilot. Letzterer flog zum Unfallzeitpunkt in der Funktion des Ersten Offiziers mit und steuerte dabei die Maschine.

## Unfallhergang
Der Flug wurde bei Nacht durchgeführt. Die Piloten erhielten die Freigabe zum Start von der Startbahn 09 des Flughafens Delhi-Palam. Der Start erfolgte um 01:23 Uhr Ortszeit. Als die Maschine auf eine Flughöhe von etwa 500 Fuß (ca. 152 Meter) gestiegen war, flog der Erste Offizier eine scharfe Rechtskurve, wobei sie einen exzessiven Rollwinkel einnahm, infolge dessen es zum Strömungsabriss kam. Die Maschine stürzte um 01:28 Uhr Ortszeit rund zwei Kilometer südöstlich des Flughafens in Ödland und explodierte beim Aufprall. Alle 18 Insassen kamen ums Leben.

## Ursache
Als Unfallursache wurde eine Fehleinschätzung des zusätzlichen Piloten angenommen, der die Maschine zum Unfallzeitpunkt steuerte. Aufgrund der geringen Flughöhe habe er die Maschine nicht mehr rechtzeitig aus ihrer abnormen Fluglage abfangen können. Als indirekte Unfallursache wurde die geringe Erfahrung des Flugkapitäns mit dem geflogenen Flugzeugtyp angegeben.